# Danh sách xã thuộc tỉnh Sóc Trăng
Tính đến ngày 1 tháng 9 năm 2024, tỉnh Sóc Trăng có 108 đơn vị hành chính cấp xã, trong đó có 80 xã.
Dưới đây là danh các xã thuộc tỉnh Sóc Trăng hiện nay.
| Số thứ tự | Xã               | Trực thuộc        | Diện tích năm 2022 (km²) | Dân số tính đến ngày 31/12/2022 (người) | Mật độ dân số (người/km²) | Thành lập |
| --------- | ---------------- | ----------------- | ------------------------ | --------------------------------------- | ------------------------- | --------- |
| 1         | An Hiệp          | Huyện Châu Thành  | 32,47                    | 22.262                                  | 685                       |           |
| 2         | An Lạc Tây       | Huyện Kế Sách     | 27,70                    | 11.752                                  | 234                       |           |
| 3         | An Mỹ            | Huyện Kế Sách     | 29,35                    | 18.048                                  | 614                       |           |
| 4         | An Ninh          | Huyện Châu Thành  | 36,34                    | 18.517                                  | 509                       |           |
| 5         | An Thạnh 1       | Huyện Cù Lao Dung | 29,81                    | 10.589                                  | 355                       |           |
| 6         | An Thạnh 2       | Huyện Cù Lao Dung | 25,26                    | 10.342                                  | 409                       |           |
| 7         | An Thạnh 3       | Huyện Cù Lao Dung | 41,68                    | 14.024                                  | 336                       |           |
| 8         | An Thạnh Đông    | Huyện Cù Lao Dung | 40,27                    | 11.971                                  | 297                       |           |
| 9         | An Thạnh Nam     | Huyện Cù Lao Dung | 42,25                    | 8.620                                   | 204                       |           |
| 10        | An Thạnh Tây     | Huyện Cù Lao Dung | 17,44                    | 7.583                                   | 434                       |           |
| 11        | Ba Trinh         | Huyện Kế Sách     | 31,85                    | 17.579                                  | 551                       |           |
| 12        | Châu Hưng        | Huyện Thạnh Trị   | 28,71                    | 8.949                                   | 311                       |           |
| 13        | Châu Khánh       | Huyện Long Phú    | 15,54                    | 7.996                                   | 514                       |           |
| 14        | Đại Ân 1         | Huyện Cù Lao Dung | 40,94                    | 11.813                                  | 288                       |           |
| 15        | Đại Ân 2         | Huyện Trần Đề     | 28,66                    | 15.156                                  | 528                       |           |
| 16        | Đại Hải          | Huyện Kế Sách     | 38,66                    | 25.726                                  | 665                       |           |
| 17        | Đại Tâm          | Huyện Mỹ Xuyên    | 25,86                    | 20.809                                  | 804                       |           |
| 18        | Gia Hòa 1        | Huyện Mỹ Xuyên    | 27,65                    | 9.921                                   | 358                       |           |
| 19        | Gia Hòa 2        | Huyện Mỹ Xuyên    | 26,13                    | 9.819                                   | 375                       |           |
| 20        | Hậu Thạnh        | Huyện Long Phú    | 13,92                    | 6.613                                   | 475                       |           |
| 21        | Hòa Đông         | Thị xã Vĩnh Châu  | 45,88                    | 12.709                                  | 277                       |           |
| 22        | Hòa Tú 1         | Huyện Mỹ Xuyên    | 31,97                    | 10.661                                  | 333                       |           |
| 23        | Hòa Tú 2         | Huyện Mỹ Xuyên    | 35,18                    | 13.580                                  | 386                       |           |
| 24        | Hồ Đắc Kiện      | Huyện Châu Thành  | 47,51                    | 18.946                                  | 398                       |           |
| 25        | Hưng Phú         | Huyện Mỹ Tú       | 40                       | 15.955                                  | 398                       |           |
| 26        | Kế An            | Huyện Kế Sách     | 21,48                    | 10.921                                  | 508                       |           |
| 27        | Kế Thành         | Huyện Kế Sách     | 25,47                    | 13.628                                  | 535                       |           |
| 28        | Lạc Hòa          | Thị xã Vĩnh Châu  | 41,28                    | 18.964                                  | 459                       |           |
| 29        | Lai Hòa          | Thị xã Vĩnh Châu  | 55,37                    | 28.933                                  | 522                       |           |
| 30        | Lâm Kiết         | Huyện Thạnh Trị   | 18,54                    | 8.868                                   | 478                       |           |
| 31        | Lâm Tân          | Huyện Thạnh Trị   | 41,54                    | 11.437                                  | 275                       |           |
| 32        | Lịch Hội Thượng  | Huyện Trần Đề     | 28,15                    | 9.763                                   | 346                       |           |
| 33        | Liêu Tú          | Huyện Trần Đề     | 50,44                    | 18.225                                  | 361                       |           |
| 34        | Long Bình        | Thị xã Ngã Năm    | 30,16                    | 8.680                                   | 287                       |           |
| 35        | Long Đức         | Huyện Long Phú    | 29,69                    | 12.230                                  | 411                       |           |
| 36        | Long Hưng        | Huyện Mỹ Tú       | 39,71                    | 16.895                                  | 425                       |           |
| 37        | Long Phú         | Huyện Long Phú    | 50,09                    | 21.080                                  | 420                       |           |
| 38        | Mỹ Bình          | Thị xã Ngã Năm    | 20,66                    | 7.396                                   | 357                       |           |
| 39        | Mỹ Hương         | Huyện Mỹ Tú       | 26,57                    | 13.014                                  | 489                       |           |
| 40        | Mỹ Phước         | Huyện Mỹ Tú       | 97,36                    | 23.124                                  | 461                       |           |
| 41        | Mỹ Quới          | Thị xã Ngã Năm    | 29,38                    | 11.118                                  | 378                       |           |
| 42        | Mỹ Thuận         | Huyện Mỹ Tú       | 32,96                    | 13.376                                  | 405                       |           |
| 43        | Mỹ Tú            | Huyện Mỹ Tú       | 42,24                    | 15.144                                  | 358                       |           |
| 44        | Ngọc Đông        | Huyện Mỹ Xuyên    | 35,51                    | 12.641                                  | 355                       |           |
| 45        | Ngọc Tố          | Huyện Mỹ Xuyên    | 27,77                    | 12.171                                  | 438                       |           |
| 46        | Nhơn Mỹ          | Huyện Kế Sách     | 29,20                    | 15.927                                  | 545                       |           |
| 47        | Phong Nẫm        | Huyện Kế Sách     | 17,30                    | 6.369                                   | 368                       |           |
| 48        | Phú Hữu          | Huyện Long Phú    | 13,83                    | 8.680                                   | 627                       |           |
| 49        | Phú Mỹ           | Huyện Mỹ Tú       | 41,35                    | 19.562                                  | 473                       |           |
| 50        | Phú Tâm          | Huyện Châu Thành  | 41                       | 21.909                                  | 534                       |           |
| 51        | Phú Tân          | Huyện Châu Thành  | 27,47                    | 18.605                                  | 677                       |           |
| 52        | Song Phụng       | Huyện Long Phú    | 21,18                    | 9.827                                   | 463                       |           |
| 53        | Tài Văn          | Huyện Trần Đề     | 41,07                    | 20.028                                  | 487                       |           |
| 54        | Tân Hưng         | Huyện Long Phú    | 33,22                    | 16.092                                  | 484                       |           |
| 55        | Tân Long         | Thị xã Ngã Năm    | 32,57                    | 12.499                                  | 383                       |           |
| 56        | Tân Thạnh        | Huyện Long Phú    | 22,05                    | 11.439                                  | 518                       |           |
| 57        | Tham Đôn         | Huyện Mỹ Xuyên    | 49,25                    | 21.823                                  | 443                       |           |
| 58        | Thạnh Phú        | Huyện Mỹ Xuyên    | 47,94                    | 27.991                                  | 583                       |           |
| 59        | Thạnh Quới       | Huyện Mỹ Xuyên    | 50,94                    | 30.431                                  | 597                       |           |
| 60        | Thạnh Tân        | Huyện Thạnh Trị   | 39,39                    | 14.424                                  | 366                       |           |
| 61        | Thạnh Thới An    | Huyện Trần Đề     | 51,18                    | 15.871                                  | 310                       |           |
| 62        | Thạnh Thới Thuận | Huyện Trần Đề     | 35,97                    | 12.396                                  | 344                       |           |
| 63        | Thạnh Trị        | Huyện Thạnh Trị   | 35,36                    | 13.028                                  | 368                       |           |
| 64        | Thiện Mỹ         | Huyện Châu Thành  | 25,10                    | 12.062                                  | 480                       |           |
| 65        | Thới An Hội      | Huyện Kế Sách     | 32,62                    | 19.653                                  | 602                       |           |
| 66        | Thuận Hòa        | Huyện Châu Thành  | 18,39                    | 11.109                                  | 604                       |           |
| 67        | Thuận Hưng       | Huyện Mỹ Tú       | 36,82                    | 17.912                                  | 486                       |           |
| 68        | Trinh Phú        | Huyện Kế Sách     | 26,55                    | 15.884                                  | 598                       |           |
| 69        | Trung Bình       | Huyện Trần Đề     | 46,31                    | 18.204                                  | 393                       |           |
| 70        | Trường Khánh     | Huyện Long Phú    | 30,58                    | 19.217                                  | 628                       |           |
| 71        | Tuân Tức         | Huyện Thạnh Trị   | 30,75                    | 11.848                                  | 385                       |           |
| 72        | Viên An          | Huyện Trần Đề     | 27                       | 12.999                                  | 481                       |           |
| 73        | Viên Bình        | Huyện Trần Đề     | 32,71                    | 12.191                                  | 372                       |           |
| 74        | Vĩnh Hải         | Thị xã Vĩnh Châu  | 83,75                    | 27.492                                  | 328                       |           |
| 75        | Vĩnh Hiệp        | Thị xã Vĩnh Châu  | 38,44                    | 10.493                                  | 272                       |           |
| 76        | Vĩnh Lợi         | Huyện Thạnh Trị   | 22,24                    | 7.563                                   | 340                       |           |
| 77        | Vĩnh Quới        | Thị xã Ngã Năm    | 31                       | 14.786                                  | 476                       |           |
| 78        | Vĩnh Tân         | Thị xã Vĩnh Châu  | 52,08                    | 20.558                                  | 394                       |           |
| 79        | Vĩnh Thành       | Huyện Thạnh Trị   | 25,87                    | 7.746                                   | 299                       |           |
| 80        | Xuân Hòa         | Huyện Kế Sách     | 38,14                    | 26.634                                  | 698                       |           |